# Faura
Faura – gmina w Hiszpanii, w prowincji Walencja, we wspólnocie autonomicznej Walencja, o powierzchni 1,64 km². W 2011 roku liczyła 3602 mieszkańców.